# František Krejčí

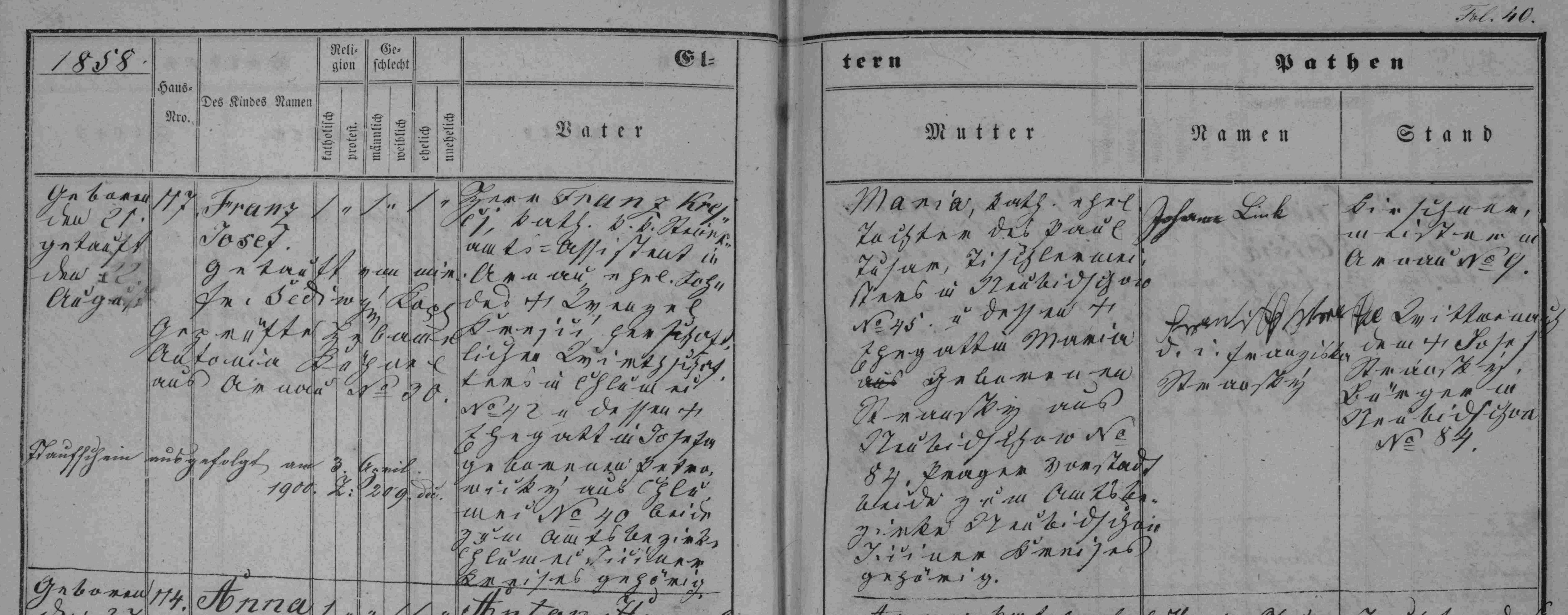
matriční zápis o narození a křtu Františka Krejčího (matrika N index N 1857-1866 Hostinné - předměstí (SOA Zámrsk))

František Krejčí (21. srpna 1858 Hostinné – 24. května 1934 Praha-Střešovice) byl český psycholog, filozof a politik; meziválečný poslanec Revolučního národního shromáždění za Československou stranu socialistickou, později senátor Národního shromáždění ČSR.

## Biografie
Vystudoval klasickou filologii, estetiku, filozofii a psychologii na Univerzitě Karlově. Pak učil na středních školách (v Mladé Boleslavi, Novém Bydžově a Praze), od roku 1905 byl mimořádným a od roku 1912 řádným profesorem na Filozofické fakultě Univerzity Karlovy (roku 1898 se zde habilitoval). Podílel se na založení časopisu Česká mysl a v letech 1900–1931 jej redigoval. Počátkem 20. století měl blízko k hnutí realistů. Je jedním z mála českých pozitivistických filozofů. Je považován za zakladatele moderní české psychologie. Angažoval se v hnutí Volná myšlenka. Během první světové války spolupracoval s domácím protirakouským odbojem (Maffie). V roce 1918 se podílel na vzniku České (později Československé) strany socialistické.
Před první světovou válkou byl členem realistické strany (Česká strana lidová). V letech 1918-1920 zasedal v Revolučním národním shromáždění za Československou stranu socialistickou. V parlamentních volbách v roce 1920 získal senátorské křeslo v Národním shromáždění. Post zastával do roku 1925.
Podílel se na formulování programu národních socialistů. V letech 1918-1920 redigoval list Budoucno, ve kterém se obecněji zamýšlel nad programovým směřováním českého socialismu.

### Rodina
S manželkou Johannou, rozenou Šťastnou (1864–1905) měl syna Františka (1904–1968) a dcery Amalii (1889–??) a Johannu (1890–1958). Dcera Johanna se provdala za malíře Emila Fillu.
Synovcem Františka Krejčího byl historik a bohemista Karel Krejčí.
Zemřel v květnu 1934 ve své vile na Ořechovce. Pohřben byl na Vinohradském hřbitově.

## Dílo
- Psychologie, 1916 Dostupné online
- Filosofie posledních let před válkou, 1918 Dostupné online